# Chantal Gayoso
Chantal Micaella Gayoso Guzmán (Rancagua, 22 de diciembre de 1997) es una bailarina chilena, conocida por participar en el programa Rojo, el color del talento, de Televisión Nacional de Chile. Fue elegida reina del Festival de Viña del Mar en la 60.ª versión del certamen musical viñamarino en 2019.

## Trayectoria
Se hizo conocida en 2018, cuando participó en la categoría de bailarines del programa buscatalentos de TVN, Rojo, el color del talento. En dicho programa, obtuvo el quinto lugar de la competencia.
Una vez finalizada la primera temporada 2018, fue escogida para pertenecer al clan estable del programa durante la segunda temporada y tercera temporada, teniendo la labor de grabar notas en el exterior y apoyar a los bailarines de las nuevas generaciones.
Se postuló para ser Reina de la Patria, un concurso de belleza efectuado por primera vez el 18 de septiembre de dicho año por la fiesta costumbrista realizada en el Parque Metropolitano de Santiago, donde compitió con Nicole Moreno, la modelo Alejandra Díaz y la actriz Carolina Oliva. Gayoso logró vencer gracias a la votación popular que se realizó para definir a la ganadora.
Luego de su coronación como Reina de la Patria, en 2019 resultó ganadora en la 60.ª versión del Festival del Huaso de Olmué, certamen musical organizado en la ciudad de Olmué. La elección de la Reina Huasa se realizó por votación popular entre las personas que asistieron cada noche al anfiteatro del Parque El Patagual.
En febrero de 2019, fue elegida reina del Festival de Viña del Mar, título entregado por la prensa acreditada al festival viñamarino en una votación secreta. Dicho concurso, lo ganó junto con el candidato a rey Hernán Arcil, también miembro del programa Rojo, el color del talento.
Desde julio de 2019, es participante en la categoría bailarines del Gran Rojo, una nueva temporada del programa donde participan "los mejores" de las tres temporadas anteriores. Finalmente, y luego de seis meses de programa, se convirtió en la última eliminada de la competencia.

## Vida personal
La bailarina es hija del exfutbolista Fred Gayoso y Claudia Guzmán. Su infancia la vivió en la ciudad de Rancagua, donde hizo sus estudios primarios y secundarios.

## Televisión
| Año       | Programa                                                  | Papel                              | Canal    |
| --------- | --------------------------------------------------------- | ---------------------------------- | -------- |
| 2018      | Rojo, el color del talento - 1.ª Temporada                | Concursante (5.º lugar)            | TVN      |
| 2018-2019 | Rojo, el color del talento - 2.ª Temporada                | Elenco estable                     | TVN      |
| 2019      | Festival del Huaso de Olmué                               | Candidata a Reina (Ganadora)       | TVN      |
| 2019      | Rojo, el color del talento - Rojo en vacaciones           | Concursante                        | TVN      |
| 2019      | Festival de Viña del Mar                                  | Candidata a Reina (Ganadora)       | TVN      |
| 2019      | Muy buenos días                                           | Invitada                           | TVN      |
| 2019      | Rojo, el color del talento - 3.ª Temporada                | Elenco estable                     | TVN      |
| 2019      | Rojo, el color del talento - El Gran Rojo (4.ª Temporada) | Concursante (17.va eliminada)      | TVN      |
| 2020      | Bailando por un sueño (Chile)                             | Concursante (Cancelado)            | Canal 13 |
| 2021      | The Covers                                                | Elenco Estable                     | Mega     |
| 2022      | Aquí se baila                                             | Concursante (15.va eliminada)      | Canal 13 |
| 2023      | Aquí se baila                                             | Concursante (Pareja Semifinalista) | Canal 13 |